# Lijst van rivieren in Mauritius
Dit is een lijst van rivieren in Mauritius. De rivieren in deze lijst zijn gegroepeerd per eiland, inclusief het eiland Rodrigues. 

## Mauritius (hoofdeiland)

Kaart van Mauritius.

Kaart van Rodrigues.

- Rivière Cascade
- Rivière Citrons
- Rivière des Créoles
- Rivière des Galets
- Rivière des Lataniers
- Grande Rivière Noire
- Grande Rivière Nord-Ouest
- Rivière du Poste
- Rivière du Poste de Flacq
- Rivière du Rempart
- Rivière Saint-Denis
- Rivière Savanne
- Grande Rivière Sud-Est
- Rivière Tamarin
- Rivière Terre Rouge
- Rivière du Tombeau
- Rivière Rempart
- Rivière la chaux

## Eiland Rodrigues
- Rivière Baie aux Huîtres
- Rivière Sygangue
- Rivière Bananane
- Rivière Cascade Victoire
- Rivière Baleine
- Rivière Cocos
- Anse Quittor